# Какарікі жовтолобий
Какарікі жовтолобий (Cyanoramphus auriceps) — вид папугоподібних птахів родини Psittaculidae. Ендемік Нової Зеландії.

## Поширення
Вид поширений на більшій частині Північного та Південного островів, острова Стюарт і на острові Евінг (Оклендські острови), а також на кількох прибережних островах. Загалом він вважається рідкісним у всьому ареалі.
Він віддає перевагу змішаним лісам Nothofagus-Podocarpus, як правило, на більшій висоті, ніж Cyanoramphus novaezelandiae, або, якщо обидва зустрічаються симпатрично на невеликих островах, його можна знайти в густішому суцільному лісі. Він рідко зустрічається у вторинних лісах і відсутній у вирубаних лісах

## Спосіб життя
Харчується пагонами, бруньками, ягодами, квітами та насінням, а також гусеницями та різними комахами. Сезон розмноження зазвичай триває з жовтня по грудень, але розмноження відбувається протягом усього року. Кладка складається з 5–10 яєць.